# Franco Orgera
Franco Orgera (* 13. Januar 1908 in Neapel; † unbekannt) war ein italienischer Offizier und Moderner Fünfkämpfer.
Orgera nahm an den Olympischen Sommerspielen 1936 in Berlin teil, wo er den 22. Rang belegte. In den fünf Einzelwertungen belegte er im Springreiten den 32., im Degenfechten den 8., im Pistolenschießen den 27., im Schwimmen den 15. und im abschließenden Querfeldeinlauf den 27. Rang.
Wie seine olympischen Mannschaftskameraden Silvano Abbà und Ugo Ceccarelli nahm er 1937 im faschistischen Freiwilligenkorps am Spanischen Bürgerkrieg teil. Als Tenente gehörte er der Brigade Frecce Nere (dt. Schwarze Pfeile) an, für die er auf der Melodie des faschistischen Marschliedes Faccetta nera das Brigadelied Inno della Brigata “Frecce Nere” schrieb. Für seine Teilnahme am Spanischen Bürgerkrieg wurde er mit dem Kriegsverdienstkreuz ausgezeichnet.